# Jack Gleeson

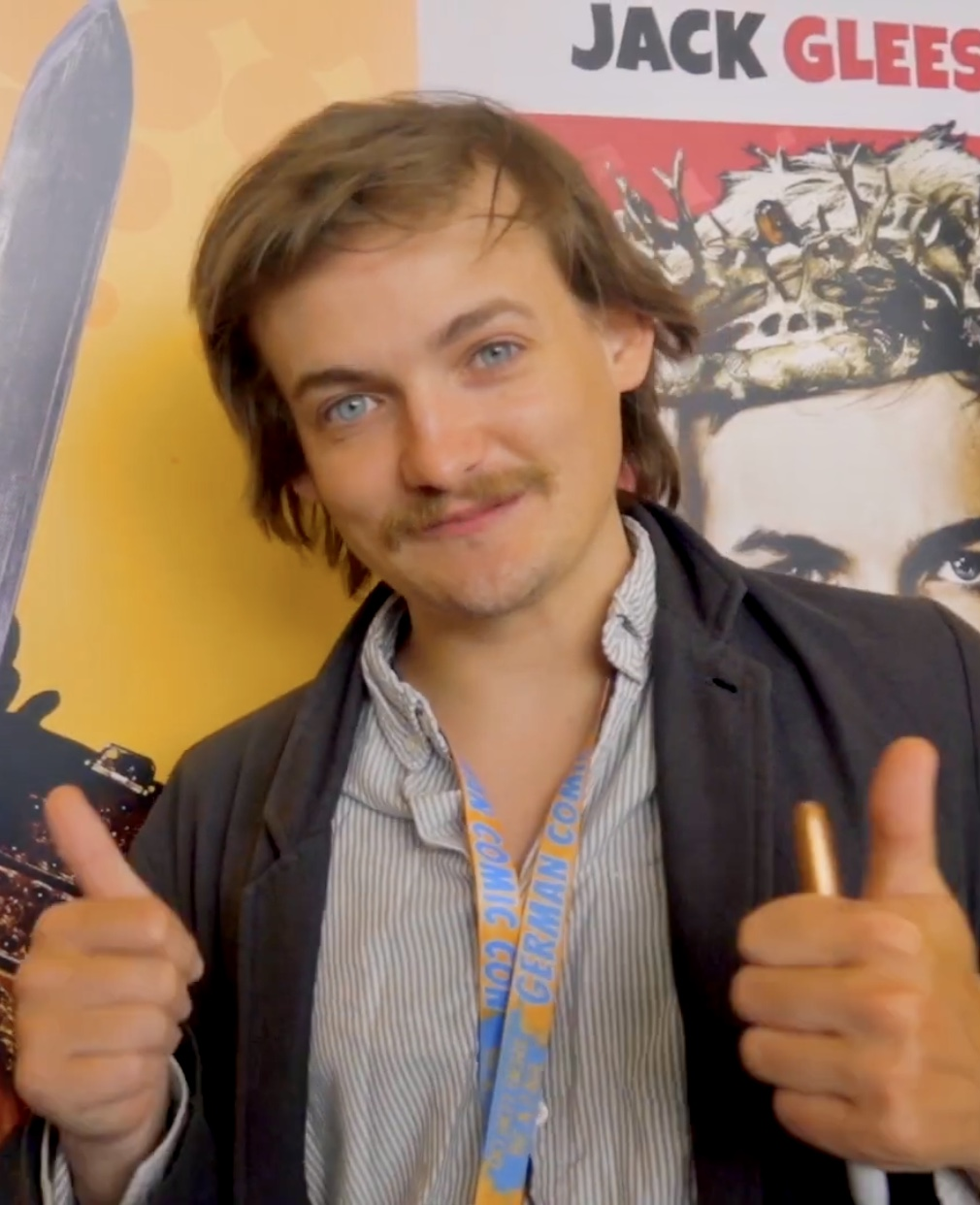
Jack Gleeson (2022)

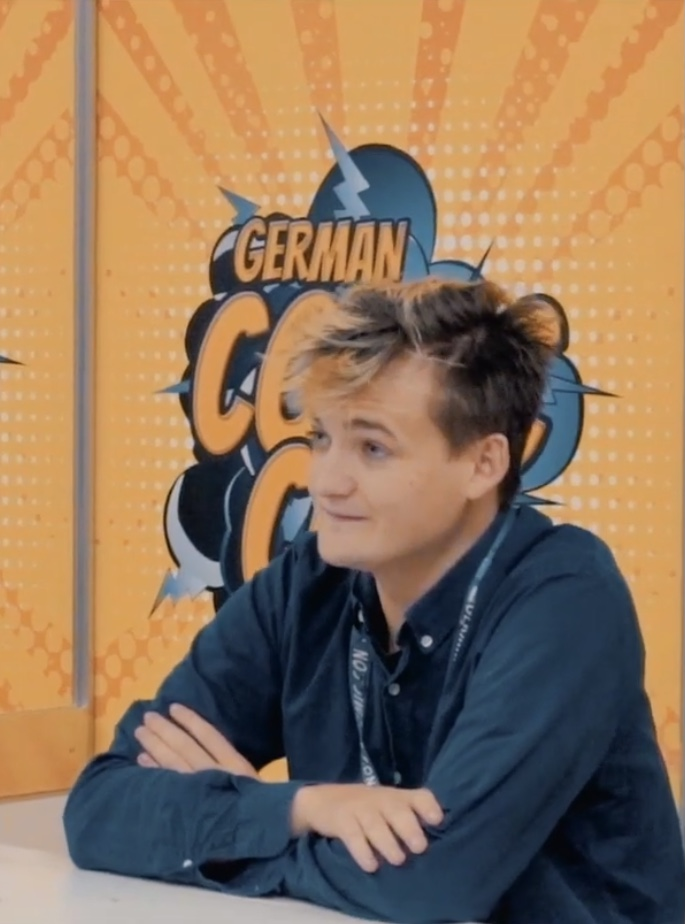
Jack Gleeson (2018)

Jack Gleeson (* 20. Mai 1992 in Cork) ist ein irischer Schauspieler und ehemaliger Kinderdarsteller, bekannt durch seine Rolle des Joffrey Baratheon in der Fernsehserie Game of Thrones.

## Karriere
Bereits im Alter von sieben Jahren kam Gleeson zum ersten Mal mit der Schauspielerei in Berührung. Als Kinderschauspieler war er bereits in Filmen wie Batman Begins, Shrooms – Im Rausch des Todes und A Shine of Rainbows in Nebenrollen zu sehen. 2010 verkörperte er im Film Die Republik der Bäume eine der größeren Rollen.
2009 wurde Gleeson für die in Folge mehrfach ausgezeichnete HBO-Fantasy-Serie Game of Thrones besetzt, wo er zwischen 2011 und 2014 die Rolle des Prinzen und späteren Königs Joffrey Baratheon spielte. 2012 erhielt er zudem ein Stipendium am Trinity College in Dublin, wo er neben seiner Arbeit als Schauspieler ein Studium zu absolvieren gedachte.
Im April 2014 gab Gleeson bekannt, dass er seine Schauspielkarriere nach Game of Thrones beenden werde, da er das Schauspielen, das er seit seinem 9. Lebensjahr betrieb, immer als Freizeitaktivität betrachtet habe und mit der bereits erwähnten Fernsehserie quasi ein Vollzeitjob verbunden war, was er so aber nicht wollte. Später sagte er, er sei missverstanden worden: Er habe seine Schauspiel-Karriere niemals beendet, sondern lediglich eine Pause eingelegt. Seit 2020 tritt er wieder schauspielerisch in Erscheinung.
Im Mai 2018 unterstützte Gleeson öffentlich die Aufhebung des achten Verfassungszusatzes Irlands.
Im Jahr 2019 hatte Gleeson zwei öffentliche Auftritte. Im Juni war er im Musical-Comedy-Programm AMUSICAL auf dem Comedy-Festival in Kilkenny, Irland, mit den Comedians Eleanor Tiernan und Alison Spittle, vertreten.
Im August hatte er einen überraschenden Auftritt beim Trinity Brawl 2-Event von Over the Top Wrestling in Dublin.
Am 27. August 2022 heiratete Jack Gleeson seine langjährige Freundin, die irische Schauspielerin Roisin O’Mahony, in einer Kirche der Kleinstadt Ballinskelligs in Irland.

## Filmografie
- 2002: Die Herrschaft des Feuers (Reign of Fire)
- 2002: Moving Day (Kurzfilm)
- 2003: Fishtale (Kurzfilm)
- 2004: Tom Waits Made Me Cry (Kurzfilm)
- 2005: Batman Begins
- 2006–2008: Killinaskully (Fernsehserie, 4 Folgen)
- 2007: Shrooms – Im Rausch des Todes (Shrooms)
- 2009: A Shine of Rainbows
- 2010: Die Republik der Bäume (All Good Children)
- 2011–2014: Game of Thrones (Fernsehserie, 26 Folgen)
- 2020: Out of Her Mind (Episoden: Pants on Fire & My Life is Ova)
- 2021: Rebecca’s Boyfriend
- 2023: Sex Education (Fernsehserie, 2 Episoden)
- 2023: Saints and Sinners – Heilige und Sünder (In the Land of Saints and Sinners)
- seit 2023: Fünf Freunde (The Famous Five, Fernsehserie)
- 2025: Sandman (The Sandman, Fernsehserie, 5 Episoden)